# عقد لمفية خشائية
العقد اللمفية الخشائية (بالإنجليزية: Mastoid lymph nodes)‏ أو العقد اللمفية خلف الأذن (بالإنجليزية: retroauricular lymph nodes)‏، هي مجموعة صغيرة من العقد اللمفاوية وعددها غالباً اثنان، تقع تحت الأذن مباشرة، عند الموضع الخشائي لمغرز العضلة القصية الترقوية الحلمية وتحت العضلة الأذنية الخلفية.
تتلقى العقد اللمفية الخشائية اللمف من الجزء الخلفي للمنطقة الصدغية الجدارية، والجزء العلوي من سطح الجمجمة للأذن الظاهرة والجزء الخلفي من قناة الأذن. ومن ثم تُفرِغ اللمف في العقد اللمفية الرقبية العميقة العلوية.

## روابط خارجية
- Diagram at كلية بايلور للطب (listed as "retroauricular")